# Russische Mannschaftsmeisterschaft im Schach
Die russische Mannschaftsmeisterschaft im Schach (russisch Командный чемпионат России по шахматам) ist eine Schachveranstaltung, die von dem russischen Sportministerium sowie von dem nationalen Schachverband organisiert wird. Die besten Teams sind für die nächste Europameisterschaft der Vereine (European Club Cup) spielberechtigt.

## Geschichte
Die erste russische Mannschaftsmeisterschaft wurde 1992 in Lesnyje Poljany in der Nähe von Podolsk durchgeführt. Wegen der finanziellen Schwierigkeiten sahen sich mehrere Teams dazu gezwungen, aus dem Wettbewerb zurückzuziehen. Am Ende ermittelten dreizehn Mannschaften in einem Rundenturnier zwei Teilnehmer für den European Club Cup 1993. Unter den Spielern waren 18 Großmeister und 30 Internationaler Meister anwesend, inklusive Wladimir Jepischin, Maxim Sorokin und Konstantin Sakajew. Zwei starke Mannschaften aus Sankt Petersburg und Tscheljabinsk zeigten sich der Konkurrenz überlegen und siegten mit klarem Vorsprung.
Nach der schwierigen Anfangsphase entwickelte sich die russische Mannschaftsmeisterschaft zu einer Schachveranstaltung, die auch im internationalen Vergleich eine bedeutende Rolle einnimmt. Mit der Zeit konnten sich die Teams bessere Spieler leisten, so kamen viele der weltbesten Großmeister zum Einsatz, unter anderem Weltmeister Anatoli Karpow, Alexander Chalifman, Ruslan Ponomarjow und Rustam Kasimjanov. Während der Elo-Durchschnitt an den ersten Brettern 1994 bescheidene 2520 Punkte betrug, lag er 2004 schon bei 2636. Der European Club Cup wurde bislang dreizehn Mal von einer russischen Mannschaft gewonnen.

## Bestplatzierte Mannschaften
| Auflage | Auflage | Ort                         | Platz 1 | Platz 2 | Platz 3 |
| ------- | ------- | --------------------------- | --- | --- | --- |
| I       | 1992    | Podolsk                     | Sankt Petersburg (W. Jepischin, A. Chalifman, S. Iwanow, S. Ionow, J. Soloschenkin, K. Sakajew, E. Məhərrəmov, A. Lukin)                         | Chorda Tscheljabinsk (M. Ulybin, S. Dwoiris, M. Sorokin, S. Rubljowski, W. Ikonnikow, S. Schipow, R. Schtscherbakow, M. Magomedow)                          | ZSKA Moskau (A. Drejew, S. Makarytschew, J. Wladimirow, An. Charitonow, S. Kisselew, I. Jagupow)                                                  |
| II      | 1994    | Kolontajewo (Oblast Moskau) | Kadyr Ufa (J. Sweschnikow, S. Dwoiris, J. Meister, A. Besgodow, R. Schtscherbakow, W. Jandemirow, J. Kalegin, A. Kosyrew)                        | Nowosibirsk (W. Ruban, A. Goldin, G. Serper, M. Makarow, Al. Chassin, N. Wekschenkow)                                                                       | ZSKA Moskau (An. Charitonow, S. Makarytschew, I. Jagupow, J. Wladimirow, E. Mukhametov, W. Belikow, S. Kisselew)                                  |
| III     | 1995    | Kasan                       | Nowaja Sibir Nowosibirsk (A. Chalifman, K. Sakajew, S. Rubljowski, A. Goldin, Al. Chassin, M. Makarow, A. Fominych)                              | Tattransgas-Itil Kasan (A. Drejew, W. Zeschkowski, I. Ibragimow, A. Charlow, A. Wyschmanawin, V. Bologan)                                                   | Universität Sankt Petersburg (P. Swidler, W. Loginow, K. Assejew, W. Jemelin, A. Lugowoi, S. Iwanow, A. Lukin)                                    |
| IV      | 1996    | Asow                        | Ladja Asow (J. Barejew, P. Swidler, K. Landa, S. Dolmatow, I. Glek, W. Swjaginzew, J. Jakowitsch, A. Lastin)                                     | Tattransgas-Itil-1 Kasan (S. Rubljowski, A. Drejew, V. Bologan, I. Ibragimow, A. Charlow, W. Zeschkowski, M. Muchutdinow)                                   | Don-Sdjuschor Rostow am Don (A. Galkin, S. Matwejewa, M. Turow, A. Berelowitsch, A. Stripunski, J. Kowalewskaja, A. Sacharow, E. Chlijan)         |
| V       | 1998    | Maikop                      | Sberbank-Tatarstan Kasan (S. Rubljowski, A. Drejew, I. Ibragimow, A. Charlow, W. Jandemirow, R. Chassangatin, K. Igudesman)                      | Universität Maikop (W. Malanjuk, A. Fjodorow, A. Galkin, O. Kornejew, P. Tregubow, S. Beschukow, A. Poluljachow)                                            | Sankt Petersburg (P. Swidler, A. Chalifman, W. Jepischin, S. Iwanow, S. Ionow, J. Soloschenkin, W. Loginow)                                       |
| VI      | 1999    | Sankt Petersburg            | Chimik Beloretschensk (A. Drejew, P. Tregubow, P. Kozur, W. Malanjuk, A. Poluljachow, S. Beschukow, A. Galkin)                                   | Sibir Tomsk (W. Swjaginzew, J. Pigussow, W. Filippow, K. Landa, A. Fominych, Al. Chassin, O. Loskutow)                                                      | Lentransgas Sankt Petersburg (A. Chalifman, K. Sakajew, S. Ionow, W. Loginow, S. Iwanow, J. Soloschenkin, W. Popow)                               |
| VII     | 2000    | Smolensk                    | Lentransgas Sankt Petersburg (P. Swidler, V. Kortschnoi, K. Sakajew, S. Wolkow, S. Iwanow, W. Jemelin, S. Ionow, A. Lugowoi)                     | Sibir Tomsk (S. Rubljowski, J. Pigussow, W. Filippow, R. Schtscherbakow, A. Waulin, Al. Chassin, G. Braslawski)                                             | Universität Maikop (A. Drejew, P. Tregubow, W. Malanjuk, A. Poluljachow, M. Brodskyj, S. Beschukow, O. Majorow)                                   |
| VIII    | 2001    | Tomsk                       | Lentransgas Sankt Petersburg (P. Swidler, K. Sakajew, V. Kortschnoi, S. Wolkow, S. Iwanow, W. Jemelin, S. Ionow, A. Lugowoi)                     | Norilski Nikel Norilsk (J. Barejew, A. Grischtschuk, W. Malachow, A. Rustemow, S. Dolmatow, S. Smagin, I. Glek, A. Wolschin)                                | Gasowik Tjumen (V. Bologan, A. Onischuk, A. Lastin, A. Motyljow, J. Najer, J. Prokoptschuk, D. Tschuprow, A. Pljassunow)                          |
| IX      | 2002    | Jekaterinburg               | Ladja Kasan-1000 (W. Hakobjan, S. Rubljowski, A. Charlow, W. Baklan, A. Timofejew, W. Jandemirow, R. Chassangatin, N. Muchamedsjanow)            | Norilski Nikel Norilsk (A. Morosewitsch, J. Barejew, S. Dolmatow, W. Malachow, A. Rustemow, S. Smagin, A. Korotyljow, W. Kossyrew)                          | Lentransgas Sankt Petersburg (P. Swidler, K. Sakajew, W. Jemelin, K. Assejew, W. Popow, J. Alexejew, S. Iwanow, W. Loginow)                       |
| X       | 2003    | Togliatti                   | Ladja Kasan-1000 (S. Rubljowski, V. Bologan, I. Smirin, A. Charlow, A. Timofejew, R. Chassangatin, A. Galljamowa, A. Iljin, N. Muchamedsjanow)   | Norilski Nikel Norilsk (A. Drejew, W. Malachow, W. Swjaginzew, A. Onischuk, P. Tregubow, J. Najer, A. Rustemow, S. Dolmatow, A. Galkin, I. Glek, S. Smagin) | Tomsk-400 (A. Morosewitsch, A. Chalifman, W. Filippow, K. Landa, M. Kobalija, J. Pigussow, A. Belosjorow, Al. Chassin)                            |
| XI      | 2004    | Sotschi                     | Tomsk-400 (A. Morosewitsch, W. Hakobjan, A. Chalifman, D. Jakowenko, E. Inarkiew, P. Smirnow, D. Botscharow, A. Belosjorow)                      | Norilski Nikel Norilsk (V. Bologan, A. Drejew, W. Malachow, W. Swjaginzew, A. Onischuk, A. Galkin, M. Kobalija, J. Najer)                                   | Max Wen Jekaterinburg (A. Grischtschuk, A. Alexandrow, K. Sakajew, A. Beliavsky, R. Vaganian, A. Rustemow, A. Motyljow, A. Scharijasdanow)        |
| XII     | 2005    | Sotschi                     | Tomsk-400 (A. Morosewitsch, V. Bologan, L. Aronjan, V. Tkachiev, P. Smirnow, E. Inarkiew, D. Jakowenko, A. Belosjorow)                           | Max Wen Jekaterinburg (A. Grischtschuk, A. Drejew, W. Hakobjan, K. Sakajew, A. Motyljow, R. Vaganian, A. Alexandrow, A. Scharijasdanow)                     | Ladja Kasan-1000 (P. Swidler, S. Rubljowski, W. Jandemirow, A. Timofejew, W. Filippow, A. Iljin, A. Charlow, R. Chassangatin)                     |
| XIII    | 2006    | Sotschi                     | Ural Oblast Swerdlowsk (A. Grischtschuk, A. Schirow, W. Hakobjan, A. Drejew, W. Malachow, A. Motyljow, K. Sakajew, A. Alexandrow)                | TPS Saransk (W. Iwantschuk, A. Wolokitin, J. Najer, S. Wolkow, W. Popow, O. Kornejew, P. Kirjakow, S. Iwanow)                                               | Tomsk-400 (L. Aronjan, A. Morosewitsch, D. Jakowenko, V. Bologan, V. Tkachiev, P. Smirnow, E. Inarkiew, J. Nepomnjaschtschi)                      |
| XIV     | 2007    | Sotschi                     | Tomsk-400 (A. Morosewitsch, D. Jakowenko, S. Karjakin, R. Kasimjanov, E. Inarkiew, V. Tkachiev, V. Bologan, P. Smirnow)                          | Ural Jekaterinburg (T. Rəcəbov, A. Grischtschuk, A. Schirow, W. Hakobjan, W. Malachow, W. Swjaginzew, A. Motyljow, K. Sakajew)                              | Elara Tscheboksary (B. Gelfand, J. Barejew, P. Harikrishna, A. Chalifman, J. Nepomnjaschtschi, W. Below, A. Korotyljow, S. Schipow)               |
| XV      | 2008    | Sotschi                     | Ural Jekaterinburg (T. Rəcəbov, A. Schirow, G. Kamsky, A. Grischtschuk, W. Malachow, W. Hakobjan, A. Drejew, A. Motyljow)                        | Ekonomist-1 Saratow (J. Alexejew, J. Tomaschewski, P. Eljanow, Ni Hua, M. Roiz, O. Mojissejenko, A. Galkin, I. Chairullin)                                  | TPS Saransk (W. Iwantschuk, K. Sakajew, A. Wolokitin, E. Sutovsky, M. Kobalija, S. Wolkow, J. Najer, W. Popow)                                    |
| XVI     | 2009    | Sotschi                     | Tomsk-400 (D. Jakowenko, A. Timofejew, E. Inarkiew, S. Tiviakov, V. Tkachiev, F. Amonatow, D. Chismatullin)                                      | SchSM-64 Moskau (B. Gelfand, Wang Hao, J. Najer, F. Caruana, B. Gratschow, A. Rjasanzew, J. Nepomnjaschtschi, B. Sawtschenko)                               | Ural Jekaterinburg (A. Grischtschuk, A. Schirow, W. Malachow, S. Rubljowski, A. Drejew, J. Barejew)                                               |
| XVII    | 2010    | Sotschi                     | SchSM-64 Moskau (B. Gelfand, S. Karjakin, Wang Hao, F. Caruana, B. Gratschow, A. Rjasanzew, J. Najer, B. Sawtschenko)                            | Schachföderation Sankt Petersburg (W. Iwantschuk, P. Swidler, N. Witjugow, S. Movsesjan, W. Swjaginzew, S. Jefymenko, K. Sakajew, W. Jemelin)               | Ekonomist-SGSEU-1 Saratow (Wang Yue, P. Eljanow, J. Tomaschewski, J. Alexejew, Ni Hua, O. Mojissejenko, M. Roiz, D. Andreikin)                    |
| XVIII   | 2011    | Olginka (Region Krasnodar)  | SchSM-64 Moskau (B. Gelfand, Wang Hao, F. Caruana, A. Giri, A. Rjasanzew, W. Potkin, B. Gratschow, J. Najer)                                     | Tomsk-400 (R. Ponomarjow, A. Motyljow, O. Areschtschenko, E. Inarkiew, V. Bologan, D. Chismatullin, I. Kurnossow)                                           | Schachföderation Sankt Petersburg (W. Iwantschuk, P. Swidler, N. Witjugow, S. Movsesjan, S. Jefymenko, W. Swjaginzew, I. Chairullin, M. Matlakow) |
| XIX     | 2012    | Sotschi                     | Tomsk-400 (S. Karjakin, R. Ponomarjow, E. Inarkiew, A. Motyljow, V. Bologan, D. Chismatullin, O. Areschtschenko, I. Kurnossow)                   | Schachföderation Sankt Petersburg (P. Swidler, N. Witjugow, L. Domínguez, S. Movsesjan, S. Jefymenko, W. Swjaginzew, M. Matlakow, I. Chairullin)            | SchSM-64 Moskau (F. Caruana, Wang Hao, P. Lékó, A. Giri, A. Rjasanzew, B. Gratschow, W. Potkin, J. Najer)                                         |
| XX      | 2013    | Sotschi                     | Schachföderation Sankt Petersburg (P. Swidler, N. Witjugow, L. Domínguez, S. Movsesjan, S. Jefymenko, W. Swjaginzew, I. Chairullin, M. Matlakow) | SK Malachit Jekaterinburg (S. Karjakin, A. Grischtschuk, Ş. Məmmədyarov, A. Schirow, V. Bologan, W. Malachow, A. Rjasanzew, A. Motyljow)                    | Jugra Chanty-Mansijsk (D. Jakowenko, P. Lékó, A. Korobow, A. Drejew, S. Rubljowski, D. Chismatullin, N. Kabanow, A. Pridoroschny)                 |
| XXI     | 2014    | Sotschi                     | Malachit Oblast Swerdlowsk (S. Karjakin, A. Grischtschuk, P. Lékó, A. Schirow, W. Malachow, A. Motyljow, I. Lyssy, V. Bologan)                   | SchSM-Nasche Nasledije Moskau (J. Nepomnjaschtschi, A. Morosewitsch, D. Dubow, B. Gratschow, J. Najer, I. Popow, W. Potkin, M. Moscharow)                   | Schachföderation Sankt Petersburg (P. Swidler, N. Witjugow, L. Domínguez, S. Movsesjan, M. Matlakow, S. Jefymenko, I. Chairullin, A. Schimanow)   |
| XXII    | 2015    | Sotschi                     | Sibir Nowosibirsk (W. Kramnik, L. Aronjan, D. Jakowenko, Wang Yue, A. Korobow, D. Kokarew, D. Botscharow, P. Maletin)                            | Universität Beloretschensk (R. Wojtaszek, D. Andreikin, B. Dschobawa, S. Rubljowski, J. Alexejew, K. Landa, P. Tregubow, A. Alexandrow)                     | Medny Wsadnik Sankt Petersburg (P. Swidler, N. Witjugow, L. Domínguez, M. Matlakow, M. Rodshtein, I. Chairullin, W. Fedossejew, I. Šarić)         |
| XXIII   | 2016    | Sotschi                     | Medny Wsadnik Sankt Petersburg (P. Swidler, L. Domínguez, N. Witjugow, Bu Xiangzhi, M. Matlakow, M. Rodshtein, W. Fedossejew, I. Chairullin)     | SchSM-Legacy Square Capital Moskau (S. Karjakin, J. Nepomnjaschtschi, E. Inarkiew, J. Najer, W. Swjaginzew, D. Dubow, W. Malachow, I. Popow)                | Sibir Nowosibirsk (W. Kramnik, A. Grischtschuk, J. Tomaschewski, D. Jakowenko, S. Rubljowski, A. Korobow, D. Kokarew, D. Botscharow)              |
| XXIV    | 2017    | Sotschi                     | Sibir Nowosibirsk (W. Kramnik, Ş. Məmmədyarov, A. Giri, J. Nepomnjaschtschi, A. Grischtschuk, D. Andreikin, A. Korobow, D. Chismatullin)         | SchSM-Legacy Square Capital Moskau (W. Malachow, J. Najer, W. Swjaginzew, D. Dubow, B. Gratschow, I. Popow, G. Oparin, M. Wawulin)                          | SK Malachit Jekaterinburg (A. Karpow, A. Schirow, A. Rjasanzew, S. Rubljowski, A. Motyljow, I. Kowalenko, I. Lyssy, A. Scharijasdanow)            |
| XXV     | 2018    | Sotschi                     | Medny Wsadnik Sankt Petersburg (P. Swidler, N. Witjugow, W. Fedossejew, M. Matlakow, M. Rodshtein, K. Alexejenko, A. Goganow)                    | SchSM-Legacy Square Capital Moskau (D. Dubow, E. Inarkiew, J. Najer, A. Motyljow, B. Gratschow, W. Swjaginzew, I. Popow, G. Oparin)                         | Molodjoschka Oblast Tjumen (W. Potkin, D. Parawjan, K. Stupak, D. Juffa, M. Antipow, S. Lomassow, S. Golubow)                                     |
| XXVI    | 2019    | Sotschi                     | Medny Wsadnik Sankt Petersburg (N. Witjugow, L. Domínguez, M. Matlakow, M. Rodshtein, J. Najer, P. Ponkratow, K. Alexejenko, A. Goganow)         | SchSM-Legacy Square Capital Moskau (E. Inarkiew, W. Malachow, A. Drejew, W. Swjaginzew, M. Kobalija, B. Gratschow, I. Popow, D. Gordijewski)                | SK Sima-Land Oblast Swerdlowsk (A. Karpow, A. Rjasanzew, A. Motyljow, I. Lyssy, A. Sarana, G. Oparin, A. Predke, D. Chismatullin)                 |
| XXVII   | 2020    | Sotschi                     | Medny Wsadnik Sankt Petersburg (N. Witjugow, M. Matlakow, W. Fedossejew, K. Sakajew, I. Chairullin, P. Ponkratow, A. Goganow, A. Schimanow)      | FSchM Moskau (J. Najer, W. Malachow, A. Predke, A. Jessipenko, E. Inarkiew, A. Sarana, I. Popow, B. Gratschow)                                              | Molodjoschka Oblast Tjumen (D. Dubow, A. Rjasanzew, D. Parawjan, M. Tschigajew, M. Antipow, D. Juffa, S. Lomassow, D. Krjakwin)                   |
| XXVIII  | 2021    | Sotschi                     | Medny Wsadnik Sankt Petersburg (N. Witjugow, M. Matlakow, K. Alexejenko, A. Jessipenko, W. Fedossejew, K. Sakajew, P. Ponkratow, A. Goganow)     | Moskau (A. Predke, W. Malachow, E. Inarkiew, S. Sjugirow, A. Sarana, J. Najer, B. Gratschow, I. Popow)                                                      | Gogolewski 14 Moskau (A. Motyljow, A. Gorjatschkina, M. Kobalija, P. Tregubow, W. Mursin, B. Sawtschenko, М. Demidow, М. Gluchowski)              |
| XXIX    | 2022    | Sotschi                     | Moskau (J. Najer, A. Rjasanzew, E. Inarkiew, B. Gratschow, A. Motyljow, I. Popow, М. Demidow)                                                    | Medny Wsadnik Sankt Petersburg (A. Jessipenko, M. Matlakow, M. Tschigajew, K. Sakajew, P. Ponkratow, A. Goganow, W. Popow, S. Lobanow)                      | SK KPRF Moskau (A. Grischtschuk, W. Potkin, A. Drejew, W. Swjaginzew, J. Alexejew, N. Afanassjew, K. Sytschow)                                    |
| XXX     | 2023    | Sotschi                     | Moskau (J. Najer, E. Inarkiew, A. Rjasanzew, B. Gratschow, I. Popow, P. Ponkratow, М. Demidow, R. Makarjan)                                      | SK KPRF Moskau (A. Grischtschuk, D. Dubow, W. Malachow, W. Swjaginzew, A. Drejew, W. Potkin, J. Alexejew, N. Afanassjew)                                    | Oblast Moskau (S. Karjakin, S. Sjugirow, D. Chismatullin, A. Gorjatschkina, B. Sawtschenko, I. Iljuschenok, P. Smirnow, K. Sytschow)              |
| XXXI    | 2024    | Sotschi                     | SK KPRF Moskau (A. Grischtschuk, D. Dubow, G. Sarkissjan, M. Matlakow, A. Morosewitsch, P. Ponkratow, W. Malachow, N. Afanassjew)                | Moskau (A. Jessipenko, A. Drejew, E. Inarkiew, W. Swjaginzew, S. Drygalow, I. Popow, R. Makarjan, М. Demidow)                                               | Russische Schachschule Moskau (D. Parawjan, A. Nesterow, A. Grebnew, A. Kuchmasow, P. Schuwalowa, W. Sacharzow, J. Worobjow)                      |
| XXXII   | 2025    | Sotschi                     | SK KPRF Moskau (A. Grischtschuk, W. Artemjew, M. Matlakow, A. Morosewitsch, P. Ponkratow, W. Malachow, A. Timofejew, N. Afanassjew)              | Republik Belarus (D. Lasawik, M. Nikitenko, M. Tsaruk, A. Stribuk, V. Zarubitski, A. Aljaksandrau, M. Navumenka, M. Spizharny)                              | Moskau (J. Najer, A. Drejew, W. Swjaginzew, A. Rjasanzew, A. Uskow, B. Gratschow, I. Popow, М. Demidow)                                           |